# St. Anna (Oberndorf)

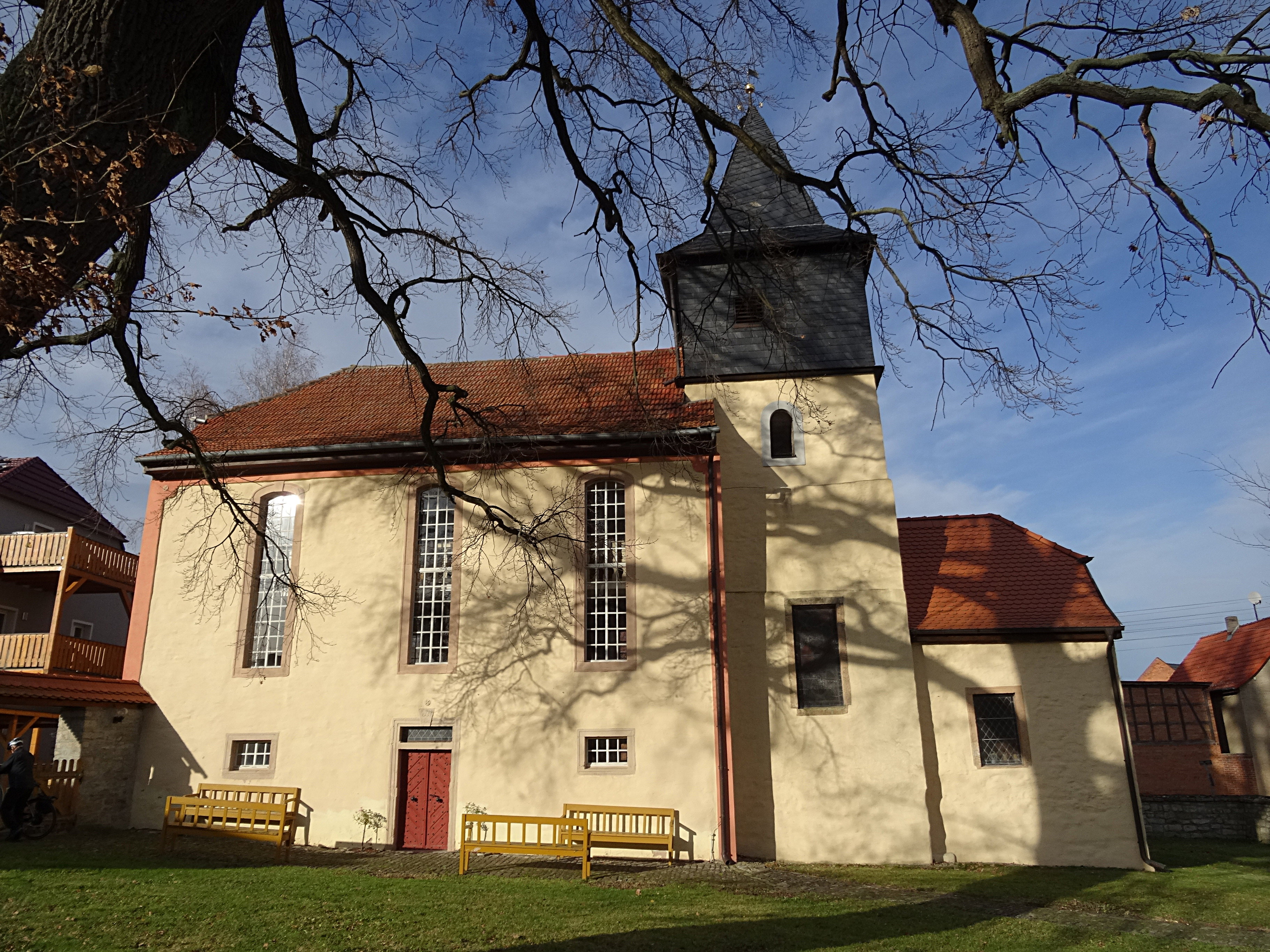
Dorfkirche St. Anna Oberndorf

Die evangelische Filialkirche St. Anna steht im Ortsteil Oberndorf der Stadt Apolda im Landkreis Weimarer Land in Thüringen.
Jüngster Teil dieser Chorturmkirche ist das 1713 vollendete Kirchenschiff, eine Emporenhalle. Wie bei vielen Chorturmkirchen schließt östlich an den Turm ein leicht eingezogener Rechteckchor an, heute als Sakristei genutzt.

## Turm
Der Turm enthält in seinem gemauerten Schaft den Altarraum, für dessen rechteckiges Südfenster sein Tonnengewölbe mit einer spitzbogigen Stichkappe versehen ist. Das Tonnengewölbe selber ist rundbogig, trotz spitzem Chorbogen. An den Außenseiten des Turmschaftes deuten zwei ungestaltete Verjüngungen auf eine Errichtung in mehreren Bauphasen. Das obere Drittel des Schaftes hat für das Geschoss über dem Chor an drei Seiten Rundbogenfenster ohne besondere Stilmerkmale. An der Südseite gibt es unterhalb davon Spuren einer vermauerten Wandöffnung. Die Nordseite des Turm ist im unteren Teil von einem Anbau verdeckt. Das Südfenster des Rechteckchors und sein sehr schmales Ostfenster beginnen mehr als einem Meter tiefer als die Sohlbank des unteren Turmfensters. Auf dem gemauerten und verputzten Schaft hat der Turm in Höhe des Langhausfirstes ein verschiefertes Glockengeschoss mit drei quadratischen Schallluken, darüber ein steiles verschiefertes Walmdach mit quer stehendem First. Im Glockenturm befinden sich drei Glocken, wovon die älteste von Heinrich C(Z)ieg(e)ler (Erfurt) aus dem Jahre 1517 mit der Inschrift /ANNO D[OMI]NI  XVCXVII HILF SANT ANA./ gegossen worden wurde. Sie wird begleitet von einer Bronzeglocke aus dem Jahr 1924 von der Gießerei Gebrüder Ulrich / Heinrich Ulrich GmbH (Apolda) und einer Bronzeglocke aus dem Jahr 1965 der Gießerei Franz Schilling Söhne (Apolda).
Das Förderjahr zur Sicherung des Daches und Erneuerung der Fassade war 2006.

## Kirchenschiff

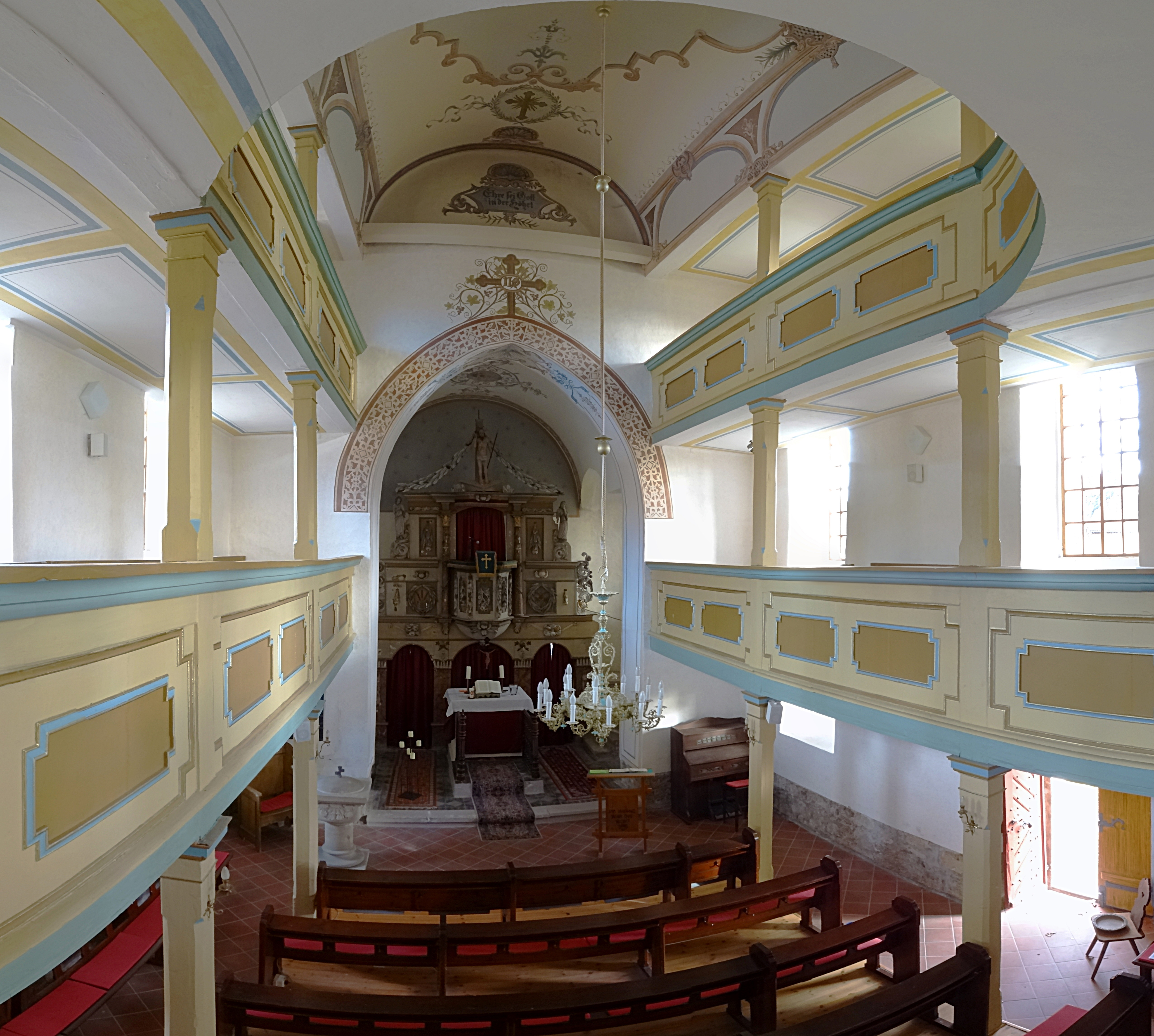
Chorbogen gotisch, Deckenbemalung fast Rokoko

Die beiderseits drei hohen Seitenfenster des Schiffs schließen ebenso wie das Westportal mit Segmentbögen mit Scheitelsteinen.
Unter dem mittleren Südfenster gibt es ein weiteres Portal, unter den übrigen hohen Seitenfenstern niedrige Rechteckfenster zur Belichtung der Erdgeschosse der Seitenschiffe.
Im Innern stützen Reihen hölzerner Pfeiler nicht nur die zweigeschossigen Emporen, sondern auch die Decke und gliedern den Kirchenraum auf diese Weise in drei Schiffe. Somit ist die Annenkirche eine Emporenhalle. Die Seitenschiffe sind flachgedeckt. Das (hölzerne verputzte) Tonnengewölbe ist seitlich im Sinne einer Scheinarchitektur mit Arkaden bemalt. So wird der Höhenunterschied zwischen den Schiffen betont, in Richtung einer Pseudobasilika. Der schon erwähnte spitzbogige Chorbogen gotisch ist ebenso wie die erwähnte Stichkappe wohl der Gotik zuzurechnen. Der Altar liegt zwischen Renaissanceformen und Barock, die Pfeiler und ihre Kapitelle zwischen Klassizismus und Barock. Das Orgelgehäuse auf jeden Fall neugotisch.

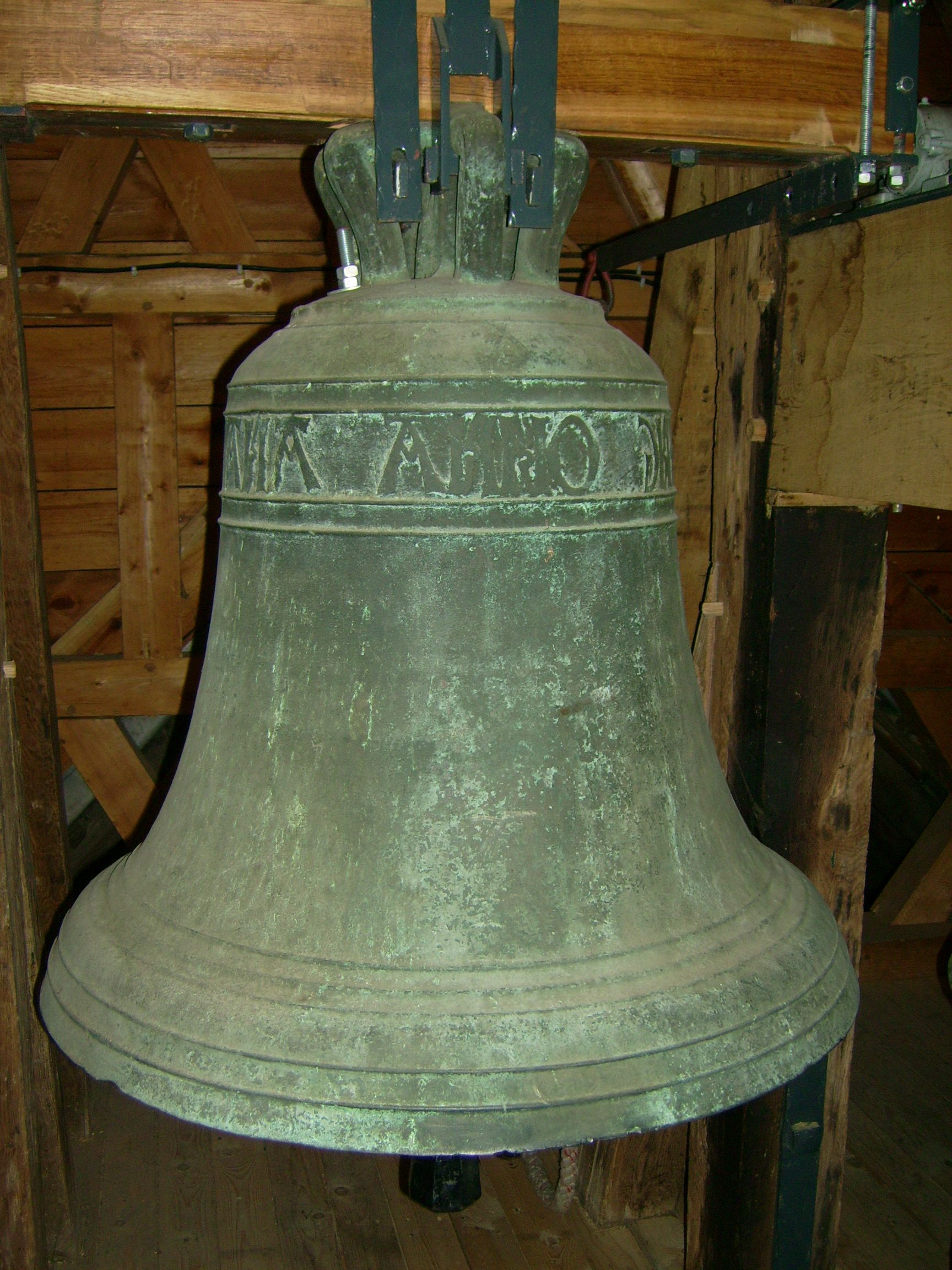
Ziegler-Glocke von 1517
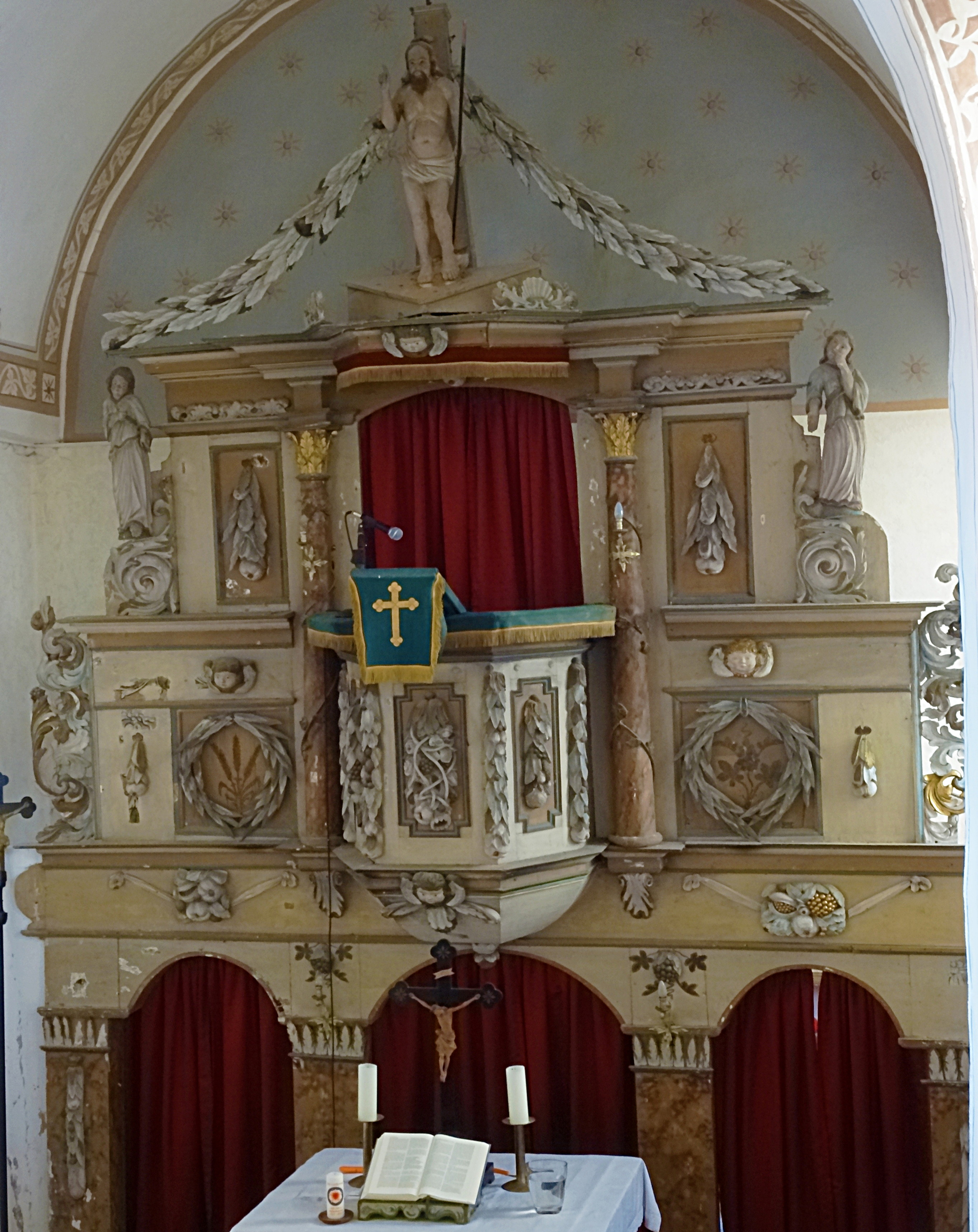
Kanzelaltar in Renaissanceformen
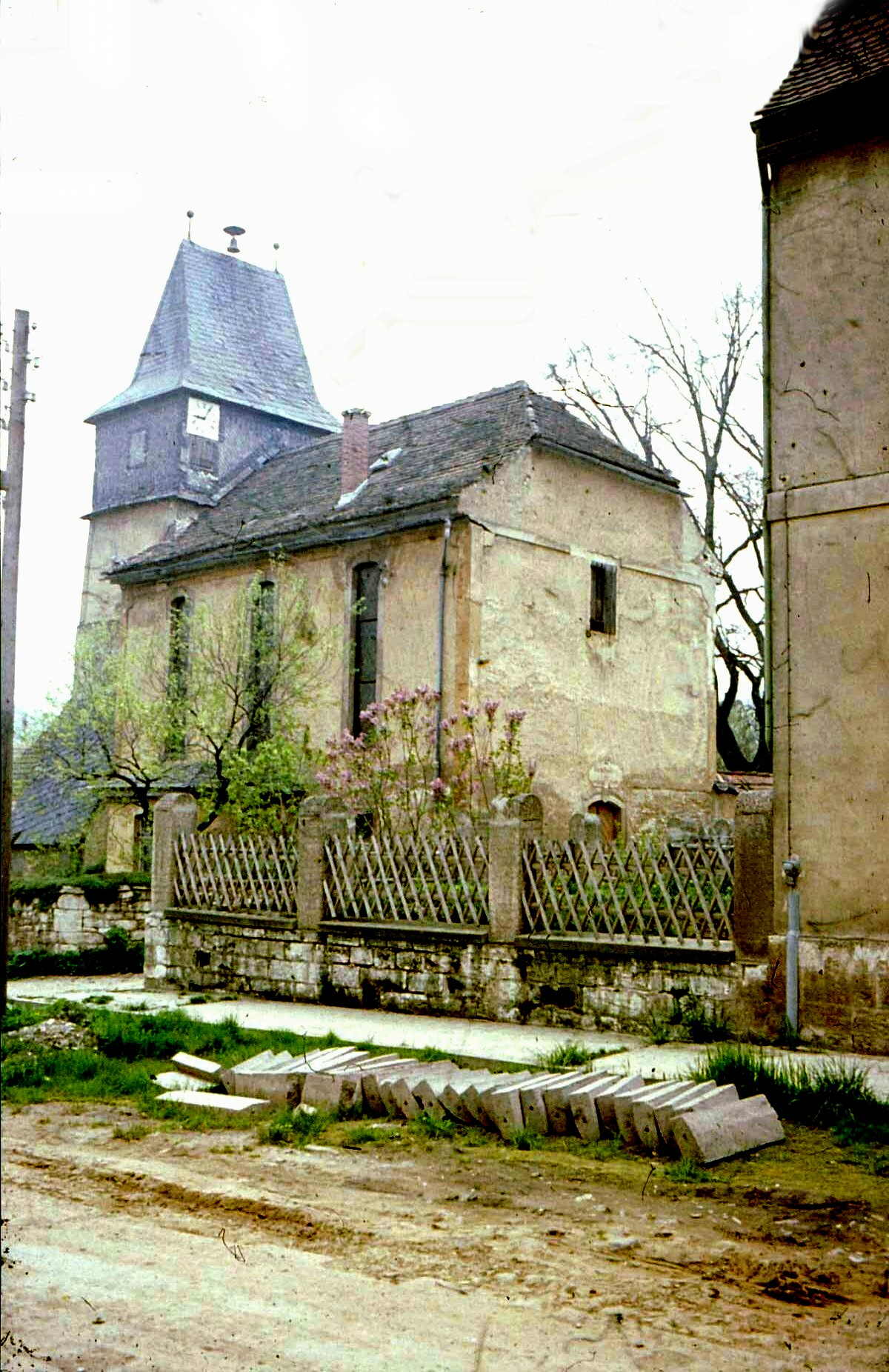
Nordwestansicht aus dem Jahr 1976

## Orgel

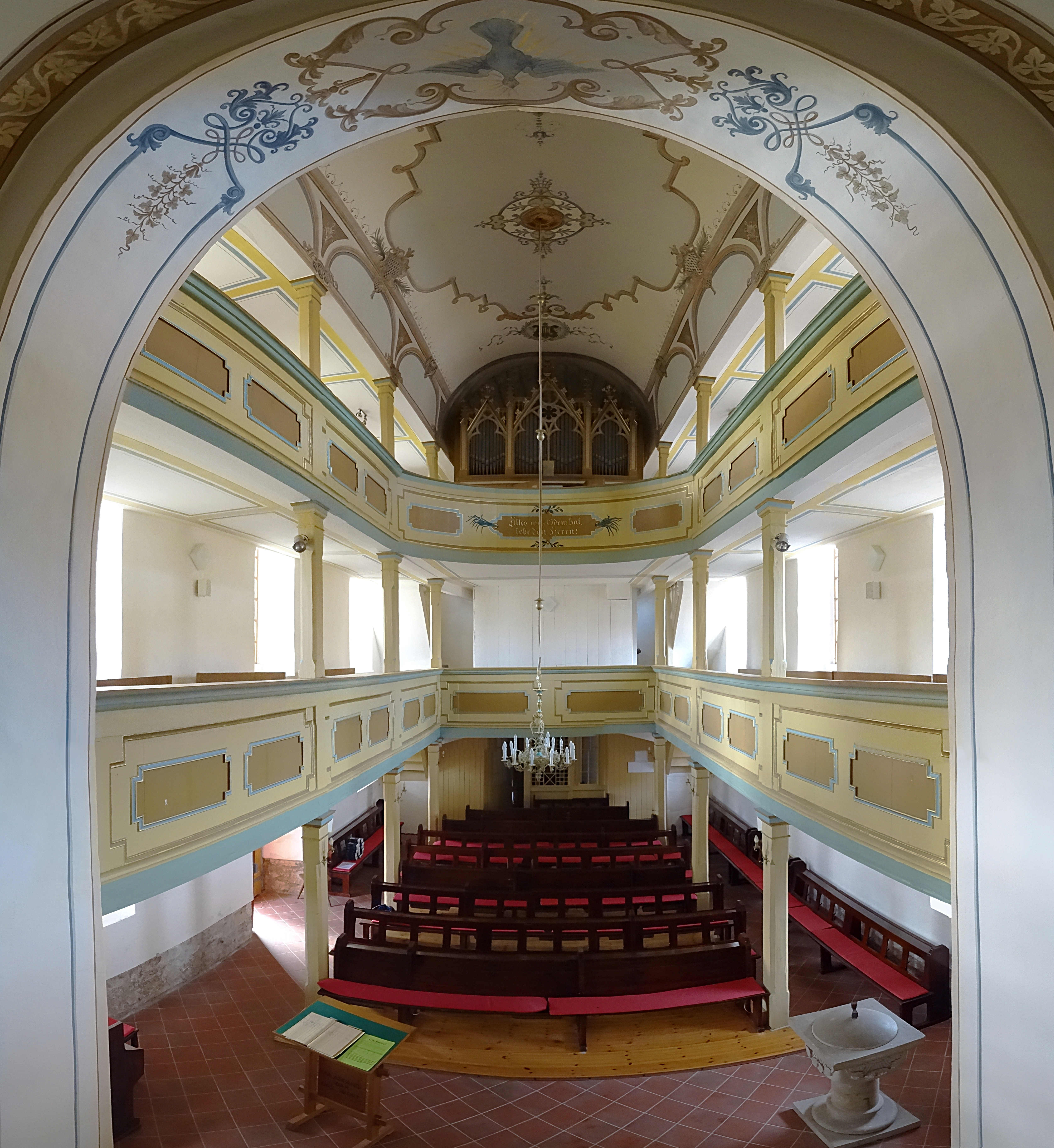
Blick aus den Chor zur Orgel, Chorbogen in diesem Foto verzerrt

Auf der zweiten Empore befindet sich die um 1878 von der Orgelbaufirma August Witzmann (Stadtilm) gebaute Orgel. Sie wurde 2005 von der Firma Rösel & Hercher Orgelbau (Saalfeld) überarbeitet.
| I Hauptwerk C–f3 |           |     |
| 1.               | Bordun    | 16′ |
| 2.               | Principal | 08′ |
| 3.               | Hohlflöte | 08′ |
| 4.               | Octave    | 04′ |
| 5.               | Octave    | 02′ |
| 6.               | Mixtur IV | 02′ |

| II Oberwerk C–f1 |                  |    |
| 07.              | Lieblich Gedackt | 8′ |
| 08.              | Salicional       | 8′ |
| 09.              | Flauto Dolce     | 4′ |
| 10.              | Nachthorn        | 2′ |

| Pedalwerk C–d1 |             |     |
| 11.            | Subbass     | 16′ |
| 12.            | Octavenbass | 08′ |
| 13.            | Gedacktbass | 08′ |
| 14.            | Choralbass  | 04′ |

- Koppel: II/I, I/P